# Чорний капітан
«Чорний капітан» (рос. «Чёрный капитан») — радянський художній фільм 1973 року, знятий на Кіностудії ім. О. Довженка.

## Сюжет
1919 рік, Громадянська війна в Росії. Білий генерал Денікін зосередив свої війська в південному портовому місті. Але у них в тилу періодично відбуваються диверсії червоно-зеленими партизанами під командуванням «Чорного капітана». Відчайдушний і невловимий «Чорний капітан» привертає до себе увагу більшовицького підпілля, яке для реалізації своїх планів вирішує звернутися до нього з пропозицією…

## У ролях
- Олександр Голобородько —  Федір Федорович Галатенко. Командир партизанського загону «Блискавка революції»
- Ірина Борисова —  Галя, дочка білого офіцера полковника Ісленьєва
- Лесь Сердюк —  Осип Забурунний, начальник розвідки партизанського загону
- Євген Гвоздьов —  Чібісов, червоний підпільник
- Михайло Тягнієнко —  член партизанського загону
- Сільвія Сергейчикова —  Жугіна, підпільниця
- Володимир Волков —  Христофорич, шляховий обхідник
- Сергій Полежаєв —  Станіслав Турський, голова контррозвідки
- Родіон Александров —  полковник Ісленьєв, батько Галі, білий офіцер
- Юозас Будрайтіс —  Брассар, комерсант з Франції
- Ігор Сретенський —  Усольцев
- Марина Юрасова —  Софія Ромуальдівна, мати Галі, сестра Стася Турського
- Костянтин Артеменко —  білий офіцер
- Борис Болдиревський —  червоно-зелений
- Борислав Брондуков — епізод
- Степан Жаворонок —  білий козак
- Валентина Івашова —  дама на пікніку
- Борис Макаров —  конвоїр
- Ольга Матешко —  Ліза, покоївка
- В'ячеслав Манілов —  Маточкин
- Дмитро Миргородський —  Володимир Костянтинович Астраханцев, сотник
- Маргарита Криницина —  монашка
- Микола Олійник —  червоно-зелений
- Микола Погодін —  білий козак
- Віктор Поліщук —  начальник в'язниці
- Сергій Сібель —  Митрій, білий
- Алім Федоринський —  королевич

## Знімальна група
- Режисер — Олег Ленціус
- Сценаристи — Олег Ленціус, Юрій Лукін, Владислав Степанов
- Оператор — Борис М'ясников
- Композитор — Ігор Шамо
- Художники — Василь Безкровний, Анатолій Мамонтов